# Гайдабрус Сергій Миколайович
Сергій Миколайович Гайдабрус — молодший сержант Збройних сил України, учасник російсько-української війни, що загинув у ході російського вторгнення в Україну у 2022 році.

## Життєпис
Народився 09 березня 1973 року в смт Миколаївка Білопільського району Сумської області. 
Загинув 16 березня 2022 року в с. Мощун Києво-Святошинського району Київської області.

## Нагороди
- орден «За мужність» ІІІ ступеня (2022, посмертно) — за особисту мужність і самовіддані дії, виявлені у захисті державного суверенітету та територіальної цілісності України, вірність військовій присязі[2].